# Manpur
Manpur là một thị xã và là một nagar panchayat của quận Indore thuộc bang Madhya Pradesh, Ấn Độ.

## Địa lý
Manpur có vị trí 22°26′B 75°37′Đ / 22,43°B 75,62°Đ Nó có độ cao trung bình là 567 mét (1860 feet).

## Nhân khẩu
Theo điều tra dân số năm 2001 của Ấn Độ, Manpur có dân số 6525 người. Phái nam chiếm 53% tổng số dân và phái nữ chiếm 47%. Manpur có tỷ lệ 66% biết đọc biết viết, cao hơn tỷ lệ trung bình toàn quốc là 59,5%: tỷ lệ cho phái nam là 74%, và tỷ lệ cho phái nữ là 56%. Tại Manpur, 15% dân số nhỏ hơn 6 tuổi.